# Luboš Loučka
Luboš Loučka (Chrudim, 25 agosto 1982) è un ex calciatore ceco, centrocampista.

## Palmarès

### Club

#### Competizioni nazionali
- Coppa della Repubblica Ceca: 1

Jablonec: 2012-2013